# Антони Вивулски
Антони Вивулски (литв. 'Antanas Vivulskis'; 20. фебруар 1877 — 10. јануар 1919) био је пољско-литвански архитекта и вајар.

## Биографија
Рођен је 20. фебруара 1877. у Тотми, губернија Вологда, Руско царство, где је његов отац, ко је  био пореклом из Литваније (Жамагијца) служио као шумски надзорник. Завршио је угледни језуитски интернат Zakład Naukowo-Wychowawczy Ojców Jezuitów w Chyrowie, а затим два најпрестижнија универзитета за уметност и архитектуру те епохе: École Supérieure des Beaux-Arts у Паризу и Високу техничку школу у Бечу. Његов рад је био део вајарског догађаја на уметничком конкурсу на Летњим олимпијским играма 1912.
Међу најзначајнијим његовим делима су:
- Споменик Грунвалду у Кракову, Пољска
- Капела у Шилуви, Литванија
- Три крста на брду три крста Вилњус, Литванија
- Црква Светог Срца Исусовог у Виљнусу, Литванија

Црква Светог Срца Исусовог основана је 1913. године и била је први пример употребе армираног бетона у бившој Заједници Пољске и Литваније. Вивулски, импресиониран могућношћу изградње гигантских грађевина од новооткривеног материјала, припремио је пројекат монументалне цркве са стилизованом гигантском скулптуром Творца који седи на куполи. Међутим, пројекат је прекинут након смрти Вивулског 10. јануара 1919.
Године 1919, упркос томе што је боловао од туберкулозе, пријавио се као добровољац у пољску милицију (Самоодбрана Литваније и Белорусије) и учествовао у одбрани Вилњуса од напада бољшевика у раним фазама пољско-совјетског рата. Добио је упалу плућа док је био на стражи у предграђу Вилњуса Ужупису. После смрти сахрањен је у подрумског простору испод цркве коју је пројектовао. Када су га Совјети 1964. године преуредили у Палату грађевинских радника, његов пепео је пренет на гробље Расос.

## Галерија
- Споменик Грунвалд у знак сећања на 500. годишњицу битке код Грунвалда у Кракову, Пољска
- Три крста на истоименом брду у Виљнусу, Литванија
- Гробница Антонија Вивулског на гробљу Расос
- капела Силува